# Stiftung Zukunft Berlin
Die Stiftung Zukunft Berlin ist ein unabhängiges Forum für bürgerschaftliche Mitverantwortung. Sie ist eine rechtsfähige Stiftung bürgerlichen Rechts mit Sitz in Berlin, gemeinnützig und politisch unabhängig; ihre Arbeit ist operativ. Beate Stoffers ist Geschäftsführerin, Vorständin und Vorstandssprecherin der Stiftung Zukunft Berlin.

## Organisation
Die Stiftung engagiert sich für die Entwicklung Berlins. Sie ist 2006 aus dem „Forum Zukunft Berlin e.V.“ hervorgegangen. Stifter sind die Unternehmer Dieter Rosenkranz (1925–2021) und Klaus Groth.
Der Vorstand setzt die Schwerpunkte der Stiftungsarbeit und vertritt die Stiftung nach außen. Mitglieder des Vorstands sind neben Beate Stoffers noch Markus Dröge (Vorstandssprecher), Isabella Hermann, Christophe Knoch, Karin Kohler und Richard Meng.
Der Stiftungsrat besteht aus fünf Mitgliedern. Mitglieder des Stiftungsrates sind: Andreas Gebhard (Vorsitzender), Henry Bren d’Amour, Jutta Croll, Andrea Peters und Sabine Toepfer.
Die Stiftung Zukunft Berlin ist eine operativ arbeitende Stiftung und fördert keine Fremdprojekte.
In der Stiftung arbeiten mehr als 400 Berliner in Gruppen mit jeweils fünf bis 15 ehrenamtlichen Mitgliedern. Aus ihrer Mitte gibt es jeweils einen Verantwortlichen für das Vorankommen der jeweiligen Initiative. Sie werden durch die Mitarbeiter der Stiftung organisatorisch unterstützt. Die Stiftung bringt Bürger mit Politik und Entscheidern zusammen, bietet Veranstaltungen zum Meinungsaustausch, Plattformen für Positionen.

## Projekte
Projekte, an denen die Stiftung arbeitet:
- A Soul for Europe – Eine zivilgesellschaftliche Initiative, die auf Kooperation zwischen Zivilgesellschaft und politischen Entscheidungsträgern setzt.[4] Ausgehend von ihren Basispunkten in Amsterdam, Belgrad, Berlin, Brüssel, Porto und Tiflis bildet die Initiative ein internationales Netzwerk aus europäischen Städten und Regionen, dem Kultur- und Wirtschaftssektor als auch europäischen politischen Entscheidungsträgern.
- Berlin-Forum – Das Berlin-Forum möchte Stadtgesellschaft zu Wort kommen lassen und mit der Politik in gemeinsame Arbeit bringen. Es besteht aus 50 Menschen aus allen Bereichen der Berliner Gesellschaft und möchte an langfristigen Entscheidungen der Stadtentwicklung mitwirken. Das Forum wird gemeinsam mit den Partnerorganisationen BUND Berlin, Deutscher Caritasverband, Evangelische Kirche Berlin-Brandenburg-schlesische Oberlausitz, Handwerkskammer Berlin, Landesmusikrat Berlin, Landessportbund Berlin, Paritätischer Wohlfahrtsverband Berlin und ver.di Berlin-Brandenburg getragen.[5]
- Gemeinsam Berlin – Das Projekt erörtert, wie Bürger besser in Entscheidungen einbezogen werden können und konzentriert sich dabei insbesondere auf Gruppen, die oft kein Gehör in den Prozessen finden. Auch best-practice Beispiele für Bürgerhaushalte – von Bürgern verwaltete Budgets – sollen für Berlin erprobt werden.[6]
- Modell Rütli – Um die Bildungssituation in Neukölln zu verbessern, initiierte die Stiftung Zukunft Berlin gemeinsam mit dem Bezirksbürgermeister a. D. Heinz Buschkowsky im Jahre 2007 den „Campus Rütli – CR²“. Das Gebiet um die Rütli-Schule wird durch entsprechende Bildungs- und Betreuungsangebote von einem Problembezirk zu einem Modellprojekt entwickelt. Schirmherrin des „Campus Rütli“ ist Christina Rau.[7]